# غيل أونيل
غيل أونيل (بالإنجليزية: Gail O'Neill)‏ هي عارضة ومراسلة أمريكية، ولدت في 1963.

## وصلات خارجية
- غيل أونيل على موقع IMDb (الإنجليزية)